# Elena Maquiso
Elena Granada Maquiso, född 1914, död 1995, var en filippinsk psalmförfattare och koralkompositör.
Elena Maquiso fick sin högre utbildning vid Silliman University i Dumaguete på ön Negros. Efter sin bachelorexamen  fortsatte hon studierna vid Hartford Theological Foundation, där hon blev doktor i religionspedagogik 1960. Parallellt med detta bedrev hon studier vid School of Sacred Music, Union Theological Seminary i New York. 
Redan 1952 började Elena Maquiso undervisa i kyrkomusik och kristendomsundervisning vid sin alma mater, Silliman University, vilket hon gjorde under hela sitt yrkesverksamma liv. Hon tjänstgjorde även på flera administrativa poster inom universitetet och fick ett flertal utmärkelser. 
Sitt främsta bidrag till hymnologin lämnade hon i egenskap av redaktör för psalmboken på cebuano, Awitan sa Pagtoo (1973), som innehåller många av hennes egna originalkompositioner och psalmtexter. Denna psalmbok var ännu 2008 i bruk inom många cebuanospråkiga församlingar.